# Amblyaspis longiventris
Amblyaspis longiventris är en stekelart som beskrevs av Thomson 1859. Amblyaspis longiventris ingår i släktet Amblyaspis och familjen gallmyggesteklar. Arten är reproducerande i Sverige. Inga underarter finns listade i Catalogue of Life.